# Anna Rogler-Kammerer

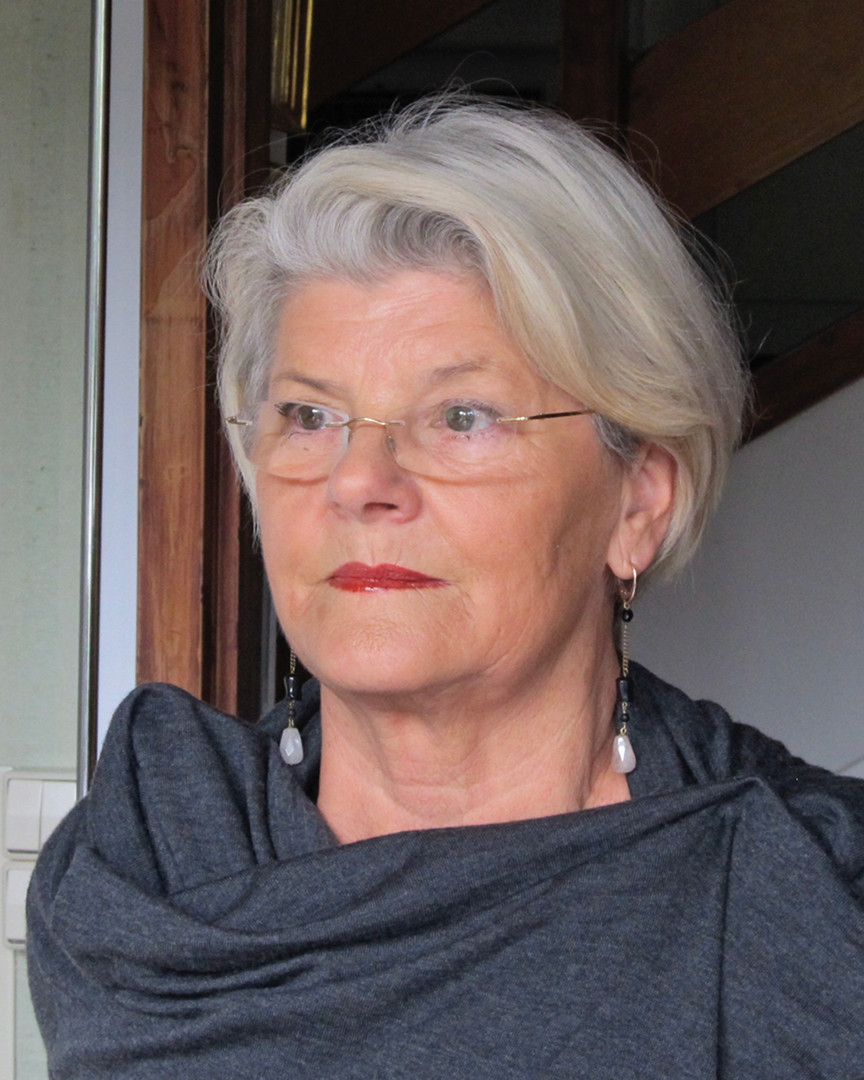
Anna Rogler-Kammerer, 2014

Anna Rogler-Kammerer (* 25. Juli 1943 in Kiens, Italien) ist eine österreichische bildende Künstlerin. 

## Leben und Wirken
Anna Rogler-Kammerer besuchte die Volksschule in Kiens, die Mittelschule in Bozen sowie die Handelsschule in Brixen am „Institut der Englischen Fräulein“. Istituto tecnico femminile, Bozen. Die Matura legte sie an der Privatschule „Sacro Cuore“ in Brescia ab. Es folgte ein Studium an der Università Commerciale Luigi Bocconi in Mailand, später absolvierte sie die Aufnahmeprüfung an der Universität Venedig. Sie nahm an der Sommerakademie für Malerei auf der Festung Hohensalzburg bei Max Peiffer Watenphul sowie an der Sommerakademie für Malerei bei Rudolf Szyszkowitz in Salzburg teil.  Sie besuchte die Meisterklasse für Malerei bei Franz Rogler, den sie später heiratete.  Sie absolvierte ein Studium an der Universität Graz und erlangte den Abschluss des Diplomdolmetschstudiums. Sie ist Magister der Philosophie.
Rogler-Kammerer unterrichtete drei Jahre an der deutschsprachigen Mittelschule St. Johann im Ahrntal, weitere drei Jahre an der Mittelschule Bruneck. Außerdem unterrichtete sie Italienisch an der Urania Graz für Erwachsene, später erteilte sie Mal- und Zeichenunterricht an der Urania Graz für Erwachsenenbildung. Sie gab Kurse für Malerei in Grado und arbeitet außerdem als Übersetzerin der italienischen Sprache.
Sie war seit 1970 verheiratet mit Franz Rogler († 1994) und hat eine Tochter.

## Werk
Anna Rogler-Kammerers Werk als bildende Künstlerin umfasst sowohl Grafik, Aquarell- und Ölmalerei als auch die Glasmalerei. Ankäufe ihrer Werke erfolgten für die Albertina Wien durch Walter Koschatzky (1977). Sie schuf u. a. Illustrationen für Bücher und Zeitschriften, Zeichnungen für König Mohammed VI. von Marokko, Illustrationen für Johannes Koren „Geschichten einer Stadt“ sowie Illustrationen für die „musikabendeGRAZ“. Zu ihrem Werk zählen außerdem Auftragsarbeiten für Briefmarken für die Österreichische Post.

## Ausstellungen (Auswahl)
- Ausstellungsbeteiligungen als Mitglied der Sezession Graz[7]
- Ausstellungsbeteiligung „Der Mensch und die Stadt“
- ÖBB-Ausstellung in der Wiener Secession
- Allgemeines Krankenhaus Wien
- Galerie Würthle, Wien
- ORF Graz, Personale[8]
- Kunsthaus Köflach, Personale[9]
- Stadtgalerie Bruneck und Brixen

## Werke im öffentlichen Raum
- Glasfenster für die Kapelle der Kirche in Gais, Südtirol, 2011.

## Auszeichnungen
- 1967: Ehrenpreis der Stadt Salzburg[10]
- 1983: Ehrenmedaille der Landeshauptstadt Graz[10]
- 2004: Ehrennadel für besondere Verdienste um die Bildungsarbeit der Urania Steiermark in Graz
- 2005: Großes Verdienstabzeichen für die Erbringung besonderer Leistungen für die österreichische Volkshochschule

## Galerie

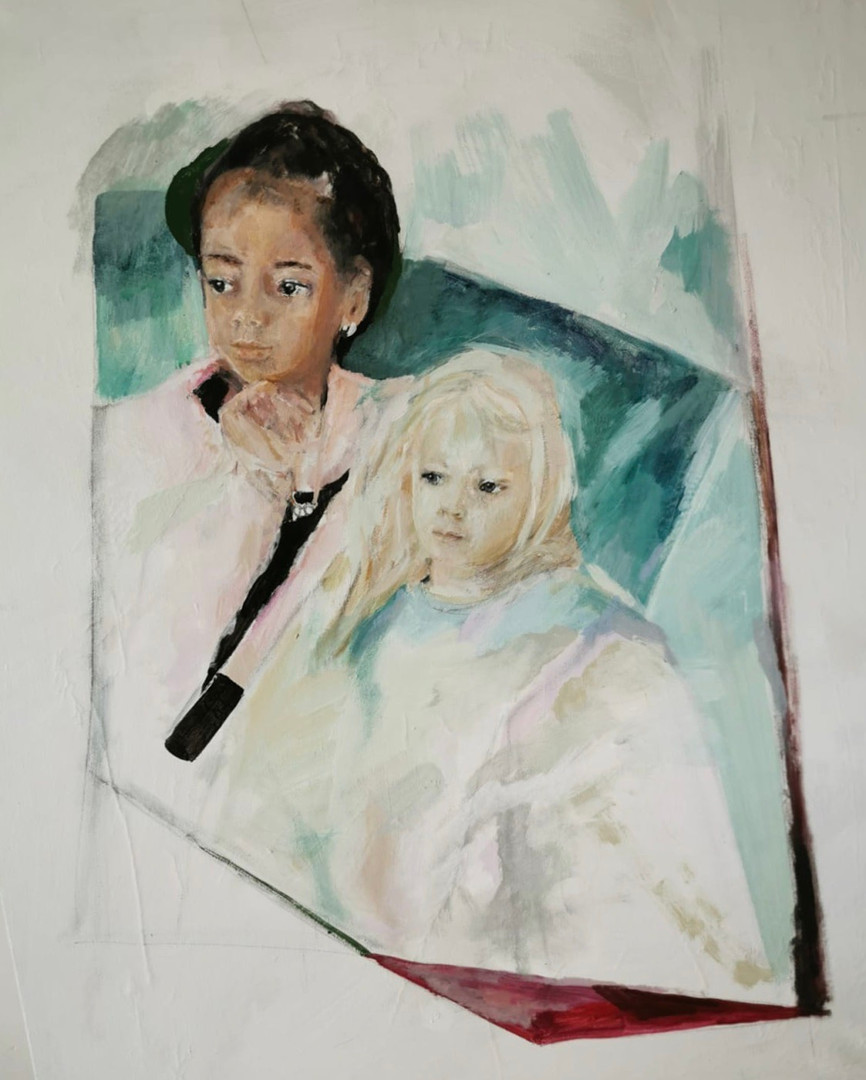
Kinder, Öl auf Leinwand 1 × 1 m, 2019
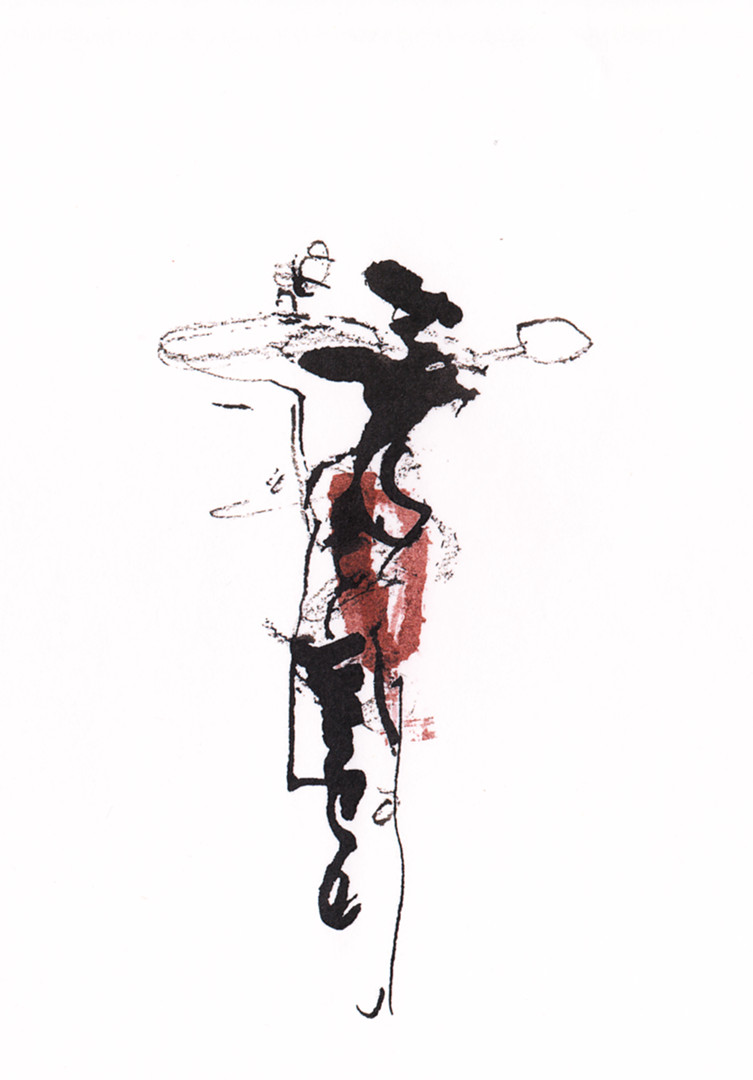
Tanzstudien, Tusch-Zeichnung mit roher Feder, 2000
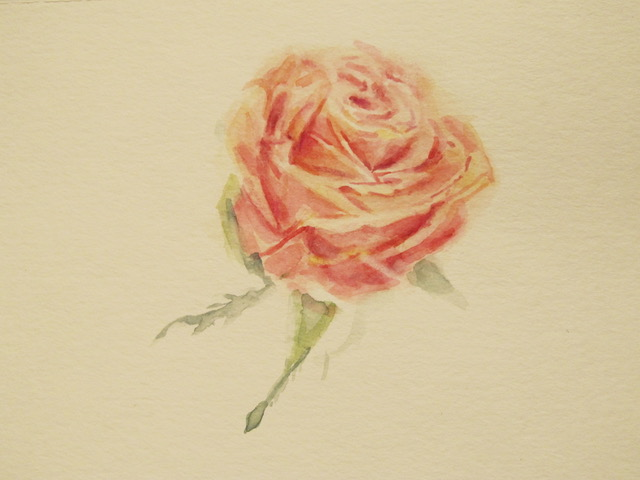
Rose, Aquarell, 2019
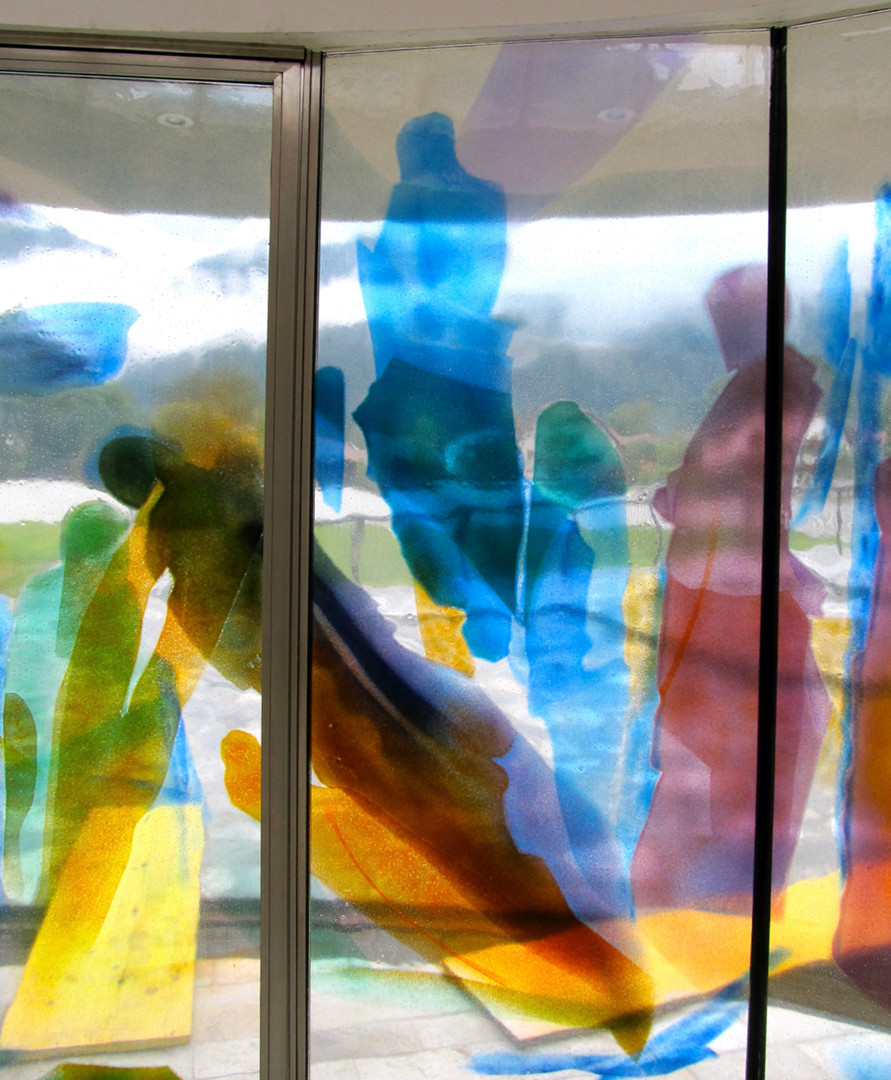
Glasmalerei in Gais, 2011

## Publikationen
- mit Elke Vujica: Welche Seele schwingt in deinem Atem. Rosenaquarelle und literarische Texte. Verlag Styria, Graz 1999, ISBN 978-3-22212679-6.
- Ballett- Akademische Druck- und Verlagsanstalt, Graz 2003, ISBN 978-3-20101777-0.
- Rosen. Akademische Druck- und Verlagsanstalt, Graz 2007, ISBN 978-3-20101879-1.
- Spaziergang durch Graz. Akademische Druck- und Verlagsanstalt, Graz 2009, ISBN 978-3-20101922-4.
- Tierzeichnungen. Akademische Druck- und Verlagsanstalt, Graz 2009.
- Spaziergang durch Grado. Graz 2010.
- Spaziergang durch Brixen. Graz 2010.
- Impressionen einer Vielfalt. Longo, Bozen/Graz 2014.
- panta rhei – Die Flüchtigkeit des Seins. Graz 2017.
- Kinder sehen‘s anders. Graz 2018.
- Katzen, Dynamik und Grazie. Graz 2018.
- Anna Rogler-Kammerer, Qualtinger, Graz 2019.
- Hunde, Treue Wegbegleiter seit Jahrtausenden. Graz 2019.